# Pseudoterpna albescens
Pseudoterpna albescens là một loài bướm đêm trong họ Geometridae.